# Reichstagswahlkreis Königreich Sachsen 11

Die Wahlkreisaufteilung des Deutschen Reichs.

Der Reichstagswahlkreis Königreich Sachsen 11 (in der reichsweiten Durchnummerierung auch Reichstagswahlkreis 295; auch Reichstagswahlkreis Oschatz-Grimma genannt) war der elfte Reichstagswahlkreis für das Königreich Sachsen für die Reichstagswahlen im Deutschen Reich und im Norddeutschen Bund von 1867 bis 1918.

## Wahlkreiszuschnitt
Der Wahlkreis umfasste die Amtshauptmannschaft Oschatz ohne die Gemeinden Bloßwitz, Börtewitz mit Gutsbezirk, Groptitz, Großpelsen, Grubnitz bei Oschatz mit Gutsbezirk, Kalbitz, Kleinpelsen, Mautitz mit Gutsbezirk und Stösitz und die Amtshauptmannschaft Grimma ohne den Amtsgerichtsbezirk Colditz und die Gemeinden Ballendorf, Bernbruch, Etzoldshain, Glasten, Großbuch, Lauterbach, Otterwisch, Brandis mit Gutsbezirk, Naunhof, Albrechtshain, Ammelshain mit Gutsbezirk, Beucha bei Brandis, Borsdorf, Cämmerei, Eicha, Erdmannshain, Fuchshain, Gerichshain, Kleinpösna, Kleinsteinberg, Klinga, Polenz bei Brandis mit Gutsbezirk, Seifertshain, Staudnitz, Wolfshain und Zweenfurth.
Dies entsprach ursprünglich der Stadt Oschatz und den Gerichtsamtsbezirken Strehla und Oschatz, Wermsdorf, Wurzen, Grimma und Mügeln.
| Jahr | Einwohner |
| ---- | --------- |
| 1890 | 117.609   |
| 1895 | 124.805   |
| 1900 | 127.836   |
| 1905 | 129.822   |
| 1910 | 132.607   |

|      | Landwirtschaft | Industrie und Gewerbe | Handel und Dienstleistungen |
| ---- | -------------- | --------------------- | --------------------------- |
| 1895 | 47,7           | 35,0                  | 17,4                        |
| 1907 | 37,3           | 43,3                  | 19,4                        |

|      | Evangelisch | Katholisch |
| ---- | ----------- | ---------- |
| 1890 | 98,4        | 1,5        |
| 1905 | 97,2        | 2,7        |
| 1910 | 97,3        | 2,3        |

## Abgeordnete
| Wahl                                 | Abgeordneter             | Partei                           | Bild |
| ------------------------------------ | ------------------------ | -------------------------------- | ---- |
| Reichstagswahl Februar 1867 bis 1889 | Theodor Günther          | fraktionslos liberal/BKV/LRP/DRP | 0    |
| Ersatzwahl 1889 bis 1893             | Eduard Giese             | DKP                              | 0    |
| Reichstagswahl 1893 bis 1903         | Friedrich Wilhelm Hauffe | DKP                              | 0    |
| Reichstagswahl 1903 bis 1907         | Richard Lipinski         | SPD                              |      |
| Reichstagswahl 1907 bis 1916         | Eduard Giese             | DKP                              | 0    |
| Ersatzwahl 1916 bis 1918             | Max Wildgrube            | DKP                              | 0    |

## Wahlen

### 1867 (Februar)
Es fand nur ein Wahlgang statt. Die Zahl der gültigen Stimmen betrug 13.293.
| Kandidat        | Partei        | Stimmen | in % | Anmerkungen |
| --------------- | ------------- | ------- | ---- | ----------- |
| Theodor Günther | BundesstKonst | 11.024  | 0    | 0           |

### 1867 (August)
Es fand nur ein Wahlgang statt. Die Zahl der gültigen Stimmen betrug 5845. 44 Stimmen waren ungültig.
| Kandidat        | Partei        | Stimmen | in % | Anmerkungen |
| --------------- | ------------- | ------- | ---- | ----------- |
| Theodor Günther | BundesstKonst | 5342    | 0    | 0           |

### 1871
Es fand ein Wahlgang statt. 17.827 Männer waren wahlberechtigt. Die Zahl der abgegebenen Stimmen betrug 7877, 45 Stimmen waren ungültig. Die Wahlbeteiligung betrug 44,4 %.
| Kandidat        | Partei   | Stimmen | in % | Anmerkungen        |
| --------------- | -------- | ------- | ---- | ------------------ |
| Theodor Günther | LRP      | 6749    | 0    | 0                  |
| Dietze          | DRP      | 973     | 0    | Rittergutsbesitzer |
|                 | S        | 38      | 0    | 0                  |
| 0               | Sonstige | 115     | 0    | 0                  |

### 1874
Es fand ein Wahlgang statt. 18.908 Männer waren wahlberechtigt. Die Zahl der abgegebenen Stimmen betrug 7939, 59 Stimmen waren ungültig. Die Wahlbeteiligung betrug 41,8 %.
| Kandidat        | Partei   | Stimmen | in % | Anmerkungen        |
| --------------- | -------- | ------- | ---- | ------------------ |
| Theodor Günther | LRP      | 6123    | 0    | 0                  |
| Dietze          | DRP      | 759     | 0    | Rittergutsbesitzer |
| August Bebel    | S (Eis)  | 843     | 0    | 0                  |
| 0               | Sonstige | 112     | 0    | 0                  |

### 1877
Es fand ein Wahlgang statt. 20.051 Männer waren wahlberechtigt. Die Zahl der abgegebenen Stimmen betrug 11.387, 95 Stimmen waren ungültig. Die Wahlbeteiligung betrug 57,3 %.
| Kandidat        | Partei   | Stimmen | in % | Anmerkungen |
| --------------- | -------- | ------- | ---- | ----------- |
| Theodor Günther | DRP      | 7807    | 0    | 0           |
| Hadlich         | S (Eis)  | 3331    | 0    | Buchhalter  |
|                 | S        | 64      | 0    | 0           |
| 0               | Sonstige | 185     | 0    | 0           |

### 1878
Es fand ein Wahlgang statt. 205.93 Männer waren wahlberechtigt. Die Zahl der abgegebenen Stimmen betrug 11.415, 84 Stimmen waren ungültig. Die Wahlbeteiligung betrug 55,8 %.
| Kandidat         | Partei   | Stimmen | in % | Anmerkungen |
| ---------------- | -------- | ------- | ---- | ----------- |
| Theodor Günther  | DRP      | 8394    | 0    | 0           |
| Hadlich          | S        | 1342    | 0    | Buchhalter  |
| Hirsch (-Berlin) | F        | 1431    | 0    | 0           |
| 0                | Sonstige | 48      | 0    | 0           |

### 1881
Es fand ein Wahlgang statt. 21.192 Männer waren wahlberechtigt. Die Zahl der abgegebenen Stimmen betrug 8085, 93 Stimmen waren ungültig. Die Wahlbeteiligung betrug 38,6 %.
| Kandidat        | Partei   | Stimmen | in % | Anmerkungen        |
| --------------- | -------- | ------- | ---- | ------------------ |
| Theodor Günther | DRP      | 5992    | 0    | 0                  |
| Hadlich         | S        | 821     | 0    | Buchhalter         |
| Minckwitz       | F        | 1165    | 0    | Stadtrat, Dr. jur. |
| 0               | Sonstige | 107     | 0    | 0                  |

### 1884
Es fand ein Wahlgang statt. 21.498 Männer waren wahlberechtigt. Die Zahl der abgegebenen Stimmen betrug 9721, 64 Stimmen waren ungültig. Die Wahlbeteiligung betrug 45,5 %.
| Kandidat        | Partei   | Stimmen | in % | Anmerkungen |
| --------------- | -------- | ------- | ---- | ----------- |
| Theodor Günther | DRP      | 6812    | 0    | 0           |
|                 | S        | 2582    | 0    | 0           |
|                 | F        | 282     | 0    | 0           |
| 0               | Sonstige | 45      | 0    | 0           |

### 1887
Es fand ein Wahlgang statt. 22.036 Männer waren wahlberechtigt. Die Zahl der abgegebenen Stimmen betrug 17.189, 131 Stimmen waren ungültig. Die Wahlbeteiligung betrug 78,6 %.
| Kandidat        | Partei   | Stimmen | in % | Anmerkungen |
| --------------- | -------- | ------- | ---- | ----------- |
| Theodor Günther | DRP      | 12.982  | 0    | 0           |
|                 | S        | 3832    | 0    | 0           |
|                 | F        | 337     | 0    | 0           |
| 0               | Sonstige | 29      | 0    | 0           |

### Ersatzwahl 1889
Nach dem Tod von Theodor Günther am 27. August 1889 fand am 8. Oktober 1889 eine Ersatzwahl statt. Es fand ein Wahlgang statt. 22.774 Männer waren wahlberechtigt. Die Zahl der abgegebenen Stimmen betrug 15.664, 78 Stimmen waren ungültig. Die Wahlbeteiligung betrug 69,1 %.
| Kandidat        | Partei   | Stimmen | in % | Anmerkungen |
| --------------- | -------- | ------- | ---- | ----------- |
| Eduard Giese    | DKP      | 8566    | 0    | 0           |
| Günther         | S        | 2354    | 0    | 0           |
| Julius Buchheim | F        | 4741    | 0    | 0           |
| 0               | Sonstige | 3       | 0    | 0           |

### 1890
Die Kartellparteien NLP und Konservative unterstützen den Mandatsinhaber. Es fand ein Wahlgang statt. 23.312 Männer waren wahlberechtigt. Die Zahl der abgegebenen Stimmen betrug 20.045, 83 Stimmen waren ungültig. Die Wahlbeteiligung betrug 86,0 %.
| Kandidat        | Partei   | Stimmen | in % | Anmerkungen |
| --------------- | -------- | ------- | ---- | ----------- |
| Julius Buchheim | DF       | 6414    | 32,1 | 0           |
| Eduard Giese    | K        | 10.941  | 54,8 | 0           |
| Karl Pinkau     | SPD      | 2596    | 13,0 | 0           |
| 0               | Sonstige | 11      | 0,1  | 0           |

### 1893
Der konservative Kandidat wurde auch von NLP, BdL und DS unterstützt. Die Sonderkandidatur des nationalliberalen Kandidaten Bruck wurde nur von einem Teil der NLP-Basis unterstützt. Es fand ein Wahlgang statt. 24.176 Männer waren wahlberechtigt. Die Zahl der abgegebenen Stimmen betrug 20.059, 93 Stimmen waren ungültig. Die Wahlbeteiligung betrug 83,0 %.
| Kandidat                 | Partei   | Stimmen | in % | Anmerkungen                |
| ------------------------ | -------- | ------- | ---- | -------------------------- |
| Julius Buchheim          | FVP      | 1099    | 5,5  | 0                          |
| Friedrich Wilhelm Hauffe | K        | 10.996  | 55,1 | 0                          |
| Leopold Bruck            | NLP      | 700     | 3,5  | Fabrikbesitzer aus Oschatz |
| Adolph Thiele            | SPD      | 7164    | 35,9 | 0                          |
| 0                        | Sonstige | 7       | 0,0  | 0                          |

### 1898
Der konservative Kandidat wurde erneut von NLP, BdL und DS unterstützt. Schmidt erhielt die Unterstützung beider linksliberalen Parteien. Es fand ein Wahlgang statt. 24.853 Männer waren wahlberechtigt. Die Zahl der abgegebenen Stimmen betrug 18.417, 83 Stimmen waren ungültig. Die Wahlbeteiligung betrug 74,1 %.
| Kandidat                    | Partei   | Stimmen | in % | Anmerkungen              |
| --------------------------- | -------- | ------- | ---- | ------------------------ |
| Gustav Wilhelm Carl Schmidt | FVP      | 1870    | 10,2 | Schuldirektor in Dresden |
| Friedrich Wilhelm Hauffe    | K        | 10.568  | 57,6 | 0                        |
| Richard Lipinski            | SPD      | 5861    | 32,0 | 0                        |
| 0                           | Sonstige | 35      | 0,2  | 0                        |

### 1903
Die Kartellparteien unterstützen Hauffe. Es fanden zwei Wahlgänge statt. 26.366 Männer waren wahlberechtigt. Die Zahl der abgegebenen Stimmen betrug im ersten Wahlgang 22.587, 76 Stimmen waren ungültig. Die Wahlbeteiligung betrug 85,7 %.
| Kandidat                 | Partei   | Stimmen | in % | Anmerkungen |
| ------------------------ | -------- | ------- | ---- | ----------- |
| Leopold Bruck            | FVg      | 2590    | 11,5 | 0           |
| Friedrich Wilhelm Hauffe | K        | 8924    | 43,6 | 0           |
| Richard Lipinski         | SPD      | 10.060  | 44,7 | 0           |
| 0                        | Sonstige | 37      | 0,2  | 0           |

Die Zahl der abgegebenen Stimmen betrug in der Stichwahl 23.419, Die Wahlbeteiligung betrug 88,8 %.
| Kandidat                 | Partei | Stimmen | in % | Anmerkungen |
| ------------------------ | ------ | ------- | ---- | ----------- |
| Friedrich Wilhelm Hauffe | K      | 11.508  | 49,6 | 0           |
| Richard Lipinski         | SPD    | 11.697  | 50,4 | 0           |

### 1907
Die Kandidatenfindung der bürgerlichen Parteien war schwierig. Die NLP strebte eine Kandidatur von Ernst Hasse an, die Konservativen wollten an Friedrich Wilhelm Hauffe festhalten. Drei Wochen vor der Wahl präsentierten die Konservativen Eduard Giese als Kompromisskandidaten. Die NLP verzichtet nun zwar auf den Kandidaten Hasse, stellten stattdessen aber Fabrikbesitzer Langhammer auf. Dieser wurde auch von der FVP unterstützt.
Es fanden zwei Wahlgänge statt. 26.914 Männer waren wahlberechtigt. Die Zahl der abgegebenen Stimmen betrug im ersten Wahlgang 24.825, 74 Stimmen waren ungültig. Die Wahlbeteiligung betrug 94,8 %.
| Kandidat         | Partei   | Stimmen | in % | Anmerkungen |
| ---------------- | -------- | ------- | ---- | ----------- |
| Eduard Giese     | K        | 9698    | 39,2 | 0           |
| Max Langhammer   | NLP      | 5514    | 22,3 | 0           |
| Richard Lipinski | SPD      | 9537    | 38,5 | 0           |
| 0                | Sonstige | 2       | 0,0  | 0           |

Die Zahl der abgegebenen Stimmen betrug in der Stichwahl 24.949, 164 Stimmen waren ungültig. Die Wahlbeteiligung betrug 92,7 %.
| Kandidat         | Partei | Stimmen | in % | Anmerkungen |
| ---------------- | ------ | ------- | ---- | ----------- |
| Eduard Giese     | K      | 14.320  | 57,8 | 0           |
| Richard Lipinski | SPD    | 10.465  | 42,2 | 0           |

### 1912
Die Kandidatenaufstellung entsprach der vorherigen Wahl. Jahn trat als gesamtliberaler Kandidat an, das rechte Lager unterstützte Giese. Es fanden zwei Wahlgänge statt. 28.348 Männer waren wahlberechtigt. Die Zahl der abgegebenen Stimmen betrug im ersten Wahlgang 26.220, 130 Stimmen waren ungültig. Die Wahlbeteiligung betrug 92,5 %.
| Kandidat         | Partei   | Stimmen | in % | Anmerkungen               |
| ---------------- | -------- | ------- | ---- | ------------------------- |
| Georg Jahn       | FoVP     | 4531    | 17,4 | Dr., Syndikus aus Leipzig |
| Eduard Giese     | K        | 10.339  | 39,6 | 0                         |
| Richard Lipinski | SPD      | 11.217  | 43,0 | 0                         |
| 0                | Sonstige | 3       | 0,0  | 0                         |

In der Stichwahl riefen Zentrum und NLP zur Wahl Gieses auf. Die Zahl der abgegebenen Stimmen betrug in der Stichwahl 26.598, 430 Stimmen waren ungültig. Die Wahlbeteiligung betrug 93,8 %.
| Kandidat         | Partei | Stimmen | in % | Anmerkungen |
| ---------------- | ------ | ------- | ---- | ----------- |
| Eduard Giese     | K      | 13.328  | 50,9 | 0           |
| Richard Lipinski | SPD    | 12.840  | 49,1 | 0           |

### Ersatzwahl 1916
Nach Gieses Tod kam es am 23. November 1916 zu einer Ersatzwahl. Die SPD hielt sich dabei nicht an den Burgfrieden, sondern stellte einen eigenen Kandidaten auf.
| Kandidat         | Partei | Stimmen | in % | Anmerkungen |
| ---------------- | ------ | ------- | ---- | ----------- |
| Max Wildgrube    | K      | 7980    | 55,8 | 0           |
| Richard Lipinski | SPD    | 6322    | 44,2 | 0           |